# Bitwa pod Kcynią (1770)
Bitwa pod Kcynią – bitwa stoczona 29 stycznia 1770 roku pod Kcynią pomiędzy pułkami konfederatów barskich Antoniego Morawskiego, Władysława Mazowieckiego, Pawła Skórzewskiego i Michała Władysława Lniskiego w sile ok. 2500 ludzi a wojskami rosyjskimi gen. Piotra Czertoryżskiego. 
Rosjanie rozbili siły konfederatów, których padło ok. 150 zabitych. Bitwa ta przyczyniła się do zaniku aktywności barżan na Pomorzu.